# أونوريه بونت
أونوريه بونت (بالفرنسية: Honorat Bovet)‏ هو كاتب فرنسي، ولد في 1350، وتوفي في 1410.